# Penthetria melanaspis
Penthetria melanaspis är en tvåvingeart som beskrevs av Christian Rudolph Wilhelm Wiedemann 1828. Penthetria melanaspis ingår i släktet Penthetria och familjen hårmyggor. Inga underarter finns listade i Catalogue of Life.